# LP 40-365
LP 40-365 es una estrella enana blanca de baja masa en la constelación de la Osa Menor. Viaja a gran velocidad a través de la Vía Láctea y tiene una composición elemental muy inusual, carente de hidrógeno, helio o carbono. Es posible que se haya producido en una supernova subluminosa de tipo Iax que no logró destruir totalmente su estrella anfitriona. El nombre "LP" se deriva del catálogo de movimiento propio de Luyten-Palomar en el que apareció en la década de 1960. Otro nombre de catálogo para esta estrella es "GD 492". La estrella fue catalogada como un objeto Giclas con la designación "GD 492" asignada por Henry Giclas en 1970.